# 2-hidroksiglutarat dehidrogenaza
2-hidroksiglutarat dehidrogenaza (EC 1.1.99.2, alfa-ketoglutaratna reduktaza, alfa-hidroksiglutaratna dehidrogenaza, L-alfa-hidroksiglutaratna dehidrogenaza, hidroksiglutarinska dehidrogenaza, alfa-hidroksiglutaratna oksidoreduktaza, L-alfa-hidroksiglutarat:+ 2-oksidoreduktaza, alfa-hidroksiglutaratna dehidrogenaza (+ specifična), (S)-2-hidroksiglutarat:(akceptor) 2-oksidoreduktaza) je enzim sa sistematskim imenom (S)-2-hidroksiglutarat:akceptor 2-oksidoreduktaza. Ovaj enzim katalizuje sledeću hemijsku reakciju
()-2-hidroksiglutarat + akceptor {\displaystyle \rightleftharpoons } 2-oksoglutarat + redukovani akceptor

## Literatura
- Nicholas C. Price; Lewis Stevens (1999). Fundamentals of Enzymology: The Cell and Molecular Biology of Catalytic Proteins (Third изд.). USA: Oxford University Press. ISBN 019850229X.
- Eric J. Toone (2006). Advances in Enzymology and Related Areas of Molecular Biology, Protein Evolution (Volume 75 изд.). Wiley-Interscience. ISBN 0471205036.
- Branden C; Tooze J. Introduction to Protein Structure. New York, NY: Garland Publishing. ISBN 0-8153-2305-0.
- Irwin H. Segel. Enzyme Kinetics: Behavior and Analysis of Rapid Equilibrium and Steady-State Enzyme Systems (Book 44 изд.). Wiley Classics Library. ISBN 0471303097.
- William P. Jencks (1987). Catalysis in Chemistry and Enzymology. Dover Publications. ISBN 0486654605.

## Spoljašnje veze
- 2-hydroxyglutarate+dehydrogenase на 